# Tré Cool
Frank Edwin Wright III (Frankfurt, 9 de Dezembro de 1972), conhecido pelo nome artístico de Tré Cool, é um músico americano nascido na Alemanha. É o atual baterista da banda de punk rock Green Day. Ele se juntou logo à banda após o baterista original, e seu aluno de bateria, Al Sobrante, sair para completar os estudos. Também sabe tocar guitarra e acordeão.

## Biografia
Tré nasceu na Alemanha, mas cresceu em Willits, Califórnia, Estados Unidos, e viveu com seu pai e dois irmãos mais velhos, nas montanhas de Mendocino. Seu pai, um veterano aposentado da guerra do Vietnã, construiu muitas das casas naquela área, incluindo a de Lawrence Livermore, o seu vizinho mais próximo e também o fundador da Lookout! Records. Também deu a Tré seu apelido.
Tré desistiu da escola e nunca terminou o colegial. Em vez disso, fez um teste de equivalência e começou tendo aulas em uma escola de comunidade. Mas ao passo que Green Day se intensificava, foi obrigado a desistir da escola.

## Carreira
Com doze anos, Tré se juntou á banda The Lookouts. Muitas das suas apresentações eram em clubes punk de Berkeley (Califórnia). Tré conhecia Green Day, e ele ajudou o baterista original da banda, Al Sobrante, com a bateria. Pouco depois de Al sair da banda, um amigo de Tré lhe deu o conselho para ele se juntar a banda.
Além de tocar bateria em praticamente todas as faixas de Green Day, Tré Cool também toca guitarra e canta nas faixas "Dominated Love Slave" e "All By Myself". A primeira é do álbum Kerplunk! e a segunda uma faixa oculta de Dookie. Também cantou e compôs a letra de uma das partes da música "Homecoming" do álbum American Idiot, "Rock And Roll Girlfriend". Várias faixas ao vivo, interpretadas por Tré foram também gravadas, como "Billie Joe's Mom" e "Food Around The Corner". "DUI" (Driving Under Influence), gravada durante as gravações de Nimrod, iria ser liberada em Shenanigans, mas foi omitida e pode apenas ser encontrada online.
Lembrando que as letras do Green Day são geralmente feitas por Billie Joe, mas as músicas são creditadas aos três integrantes (Billie, Mike e o próprio Tre Cool). "All music by green day".
A música Misery do álbum Warning tem a letra creditada a banda toda, o que significa que Tre Cool ajudou na letra.